# بنی صمیل
بنی صمیل (به عربی: بنی صمیل) یک شهرداری در الجزایر است که در استان تلمسان واقع شده‌است.